# Castle Peak
Castle Peak je nejvyšší hora pohoří Elk Mountains. Současně je také devátou nejvyšší horou Skalnatých hor a devátou nejvyšší horou státu Colorado. Castle Peak leží ve střední části Colorada, na hranicích okresu Gunnison County a Pitkin County, v Jižních Skalnatých horách, ve Spojených státech amerických.
Hora leží přibližně 10 km jihovýchodně od Maroon Bells a 40 km jihozápadně od nejvyšší hory Skalnatých hor Mount Elberta. Název hory je odvozen od tvaru vrcholu, který připomíná hradby, respektive cimbuří.